# Anarhichas
Genre
Anarhichas est un genre de poissons anguiliformes de la famille des Anarhichadidae, souvent appelés « poissons-loups ».

## Description
Ce sont des poissons allongés, presque serpentiformes (mais ils possèdent des nageoires pectorales, contrairement aux murènes, par exemple). Leur très grosse tête est pourvue d'une mâchoire très puissante, et leur bouche est garnie de plusieurs rangées de dents solides, recouvrant même le palais : tout cela leur permet de se nourrir d'animaux à la coque très dure, comme de gros bivalves ou des oursins. 
Ce sont des poissons presque benthiques : ils demeurent souvent posés sur le fond, généralement dans une grotte, et sont de mœurs relativement cryptiques. 

## Liste des espèces (appeléespoissons-loups)
- Anarhichas denticulatus Krøyer, 1845 - loup denticulé ou loup gélatineux ou loup à tête large
- Anarhichas lupus Linnaeus, 1758 - loup de l'Atlantique
- Anarhichas minor Olafsen, 1772 - loup tacheté
- Anarhichas orientalis Pallas, 1814 - loup de Béring

Attention, le poisson loup à ocelles (Anarrhichthys ocellatus) est classé dans un genre frère, Anarrhichthys (dont il est le seul représentant). 

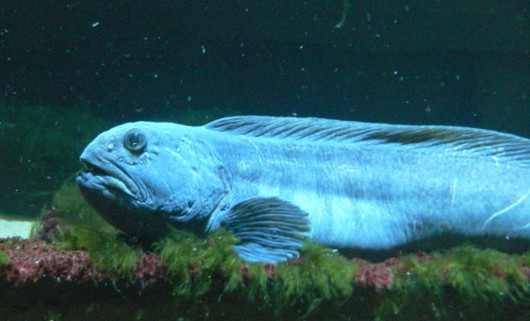
Anarhichas denticulatus
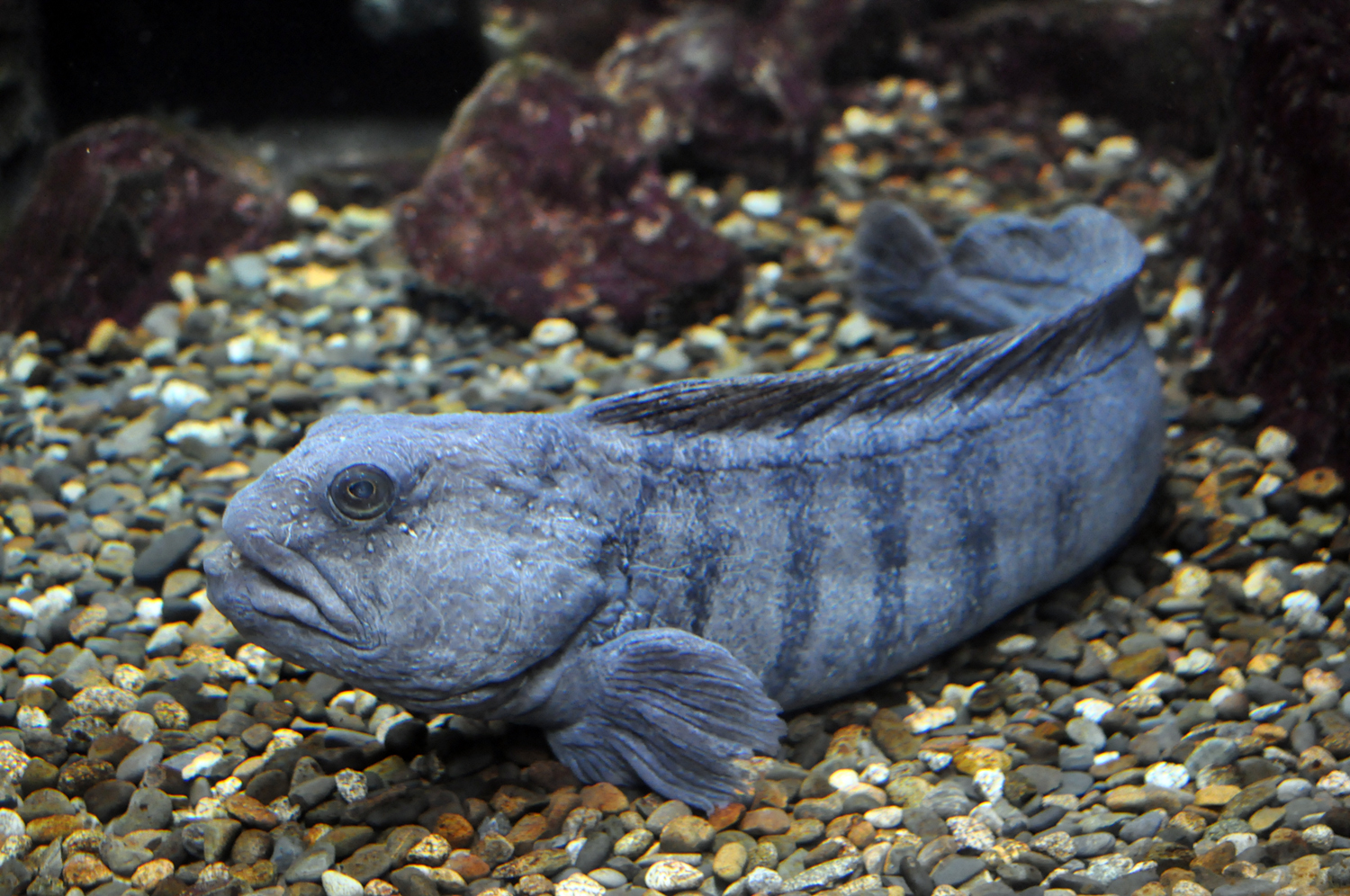
Anarhichas lupus
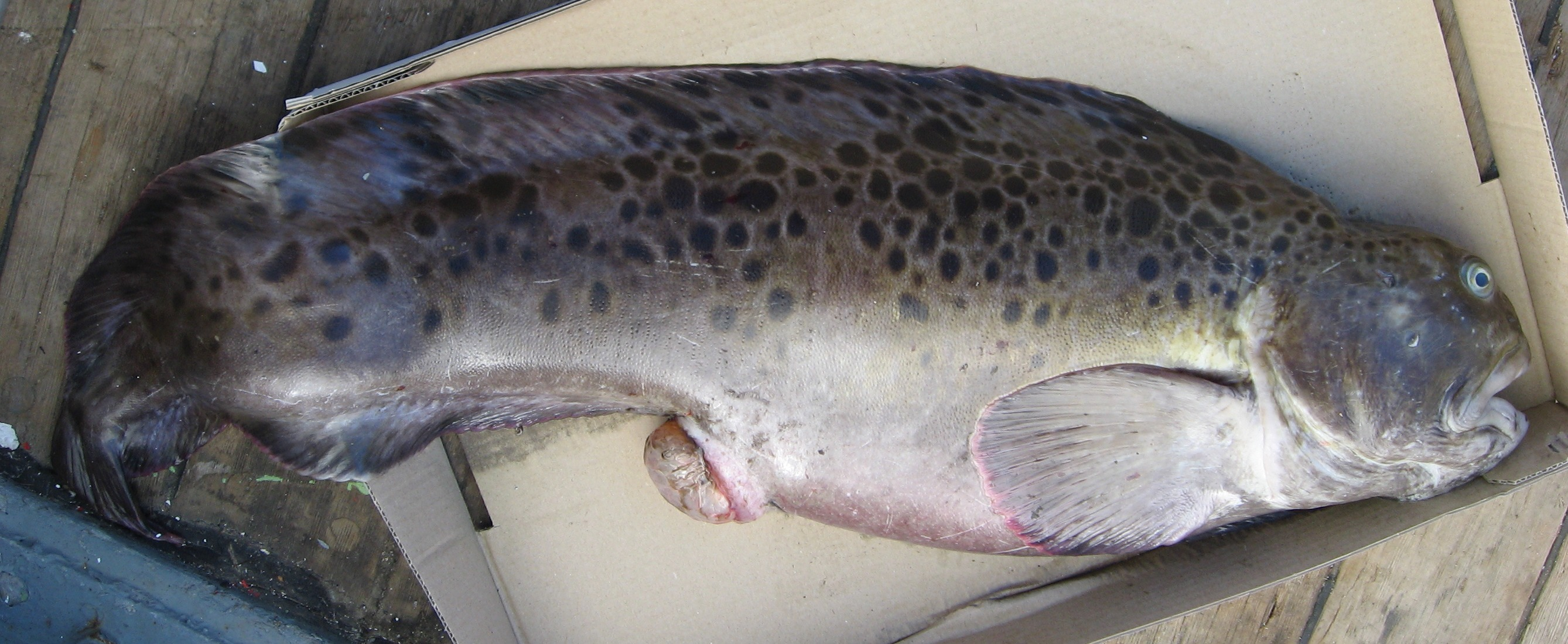
Anarhichas minor
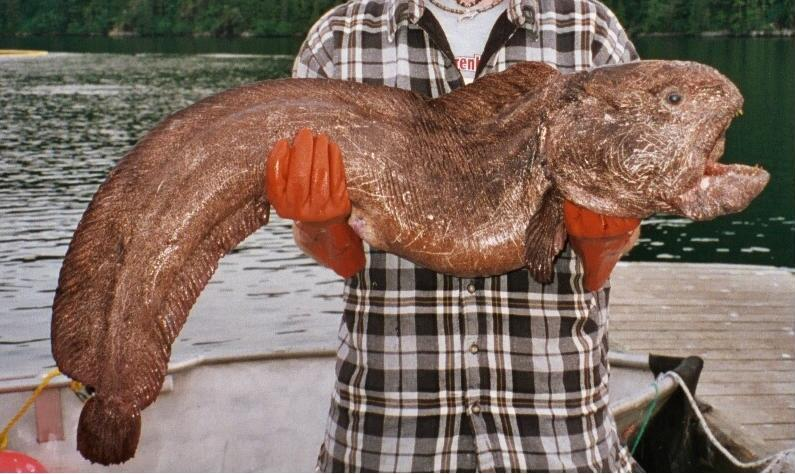
Anarhichas orientalis